# 美国太平洋海军陆战队
美国太平洋海军陆战队（英語：United States Marine Corps Forces, Pacific）是美國印太司令部的勤務組成司令部，作為美国海军陆战队规模最大的司令部，太平洋海军陆战队負責指揮所有在太平洋地区和美国西海岸的海军陆战队部隊。美国太平洋陆战队的长期任务包括保衛韩国及日本，近年也出兵支援伊拉克战争和持久自由行动。

## 組織
- 第一远征军
  - 第1師
  - 第3航空聯隊
  - 第1後勤群
  - 第1遠征旅
  - 第11遠征支隊（英语：11th Marine Expeditionary Unit）
  - 第13遠征支隊（英语：13th Marine Expeditionary Unit）
  - 第15遠征支隊（英语：15th Marine Expeditionary Unit）
  - 資訊群
- 第三远征军
  - 第3師
  - 第1航空聯隊
  - 第3後勤群
  - 第3遠征旅
  - 第31遠征支隊（英语：11th Marine Expeditionary Unit）
  - 資訊群